# Clarence Zener
Clarence Melvin Zener (né le 1er décembre 1905 à Indianapolis et décédé le 15 juillet 1993 à Pittsburgh) est un physicien américain. Il fut le premier à décrire le phénomène de claquage des isolants électriques. Cette découverte fut plus tard mise à profit par les Laboratoires Bell pour mettre au point la « diode Zener ». Ses vastes connaissances mathématiques permirent à Zener d'aborder de multiples facettes de la physique, allant de la supraconductivité à la métallurgie en passant par le ferromagnétisme, l’élasticité, la mécanique de la rupture, la diffusion. Il développa enfin des méthodes d’optimisation de forme.

## Biographie
Zener effectua sa thèse de doctorat ès sciences physiques, intitulée Quantum Mechanics of the Formation of Certain Types of Diatomic Molecules sous la direction d’Edwin Kemble à Harvard en 1929.
Zener, s'il détestait la physique expérimentale, était passionné par la modélisation de situations pratiques relevant de la physique appliquée, pour laquelle il avait beaucoup d’intuition ; mais malgré sa réputation de théoricien, lui-même estimait peu ses compétences en physique théorique. Ne déclara-t-il pas un jour, à l’issue d'un dîner avec le physicien Robert Oppenheimer : « En ce qui concerne la physique fondamentale, il était clair qu'il n'y avait aucun intérêt à rivaliser avec une personne comme celle-là. »
C'est en exploitant les propriétés de périodicité spatiale du potentiel électrique sur un réseau cristallin régulier qu’en 1934 Zener établit l'expression de la tension de claquage d'un milieu diélectrique. Il enseigna à l’Université Washington à Saint-Louis (1935–1937), au City College of New York (1937–1940), et à l’Université d'État de Washington (1940–1942) avant d'être employé à l’arsenal de Watertown au cours de la Deuxième Guerre mondiale. L'étude des phénomènes an-élastiques dans les métaux (fluage, relaxation) l'amena à développer un modèle analogique de solide viscoplastique, le modèle de Zener. Après la guerre, il enseigna avec Enrico Fermi et Edward Teller à l’Université de Chicago (1945–1951) où il était professeur de physique, avant de devenir le directeur scientifique des usines Westinghouse de Pittsburgh (1951–1965). C'est là qu'il développa ses méthodes d’optimisation de forme, en paramétrant par des fonctions mathématiques les proportions des pièces : en particulier, il optimisa la géométrie d'échangeurs thermiques pour exploiter l’énergie thermique des mers, et détermina leur emplacement optimum ; plusieurs de ces modèles sont encore d’actualité. Après ses années de travail chez Westinghouse, Zener retourna à l'enseignement, quittant Pittsburgh pour Texas A&M University (1966–1968), et finalement l’Université Carnegie-Mellon (1968–1993). Au moment du premier choc pétrolier, il crut pour de bon que l'heure des énergies alternatives (et pour lui cela passait par l'exploitation de l’énergie thermique des mers) était venue ; le retour provisoire à la baisse des prix du brut à la fin des années 1970 fut pour lui une contrariété.
En 1957, il fut récompensé par la médaille Bingham pour ses travaux de rhéologie, en 1959 par la médaille John Price Wetherill du Franklin Institute et en 1985 par le Prix ICIFUAS appelé aussi depuis 1993 Médaille Zener. Une distinction scientifique porte son nom : le Prix Zener.